# カーティス/ライヴ!
『カーティス/ライヴ!』（Curtis/Live!）は、アメリカ合衆国のソウル/ファンク・ミュージシャン、カーティス・メイフィールドが1971年に録音・発表したライブ・アルバム。オリジナルLPは2枚組だが、CDは1枚にまとめられた。

## 解説
1971年1月、ニューヨークのグリニッジ・ヴィレッジのクラブ「ビター・エンド」で行われた公演の模様が収録されている。ソロ転向後の曲だけでなく、メイフィールドがインプレッションズ時代に発表した曲や、「愛のプレリュード」のR&Bアレンジによるカヴァーも収録された。
アメリカでは、総合アルバム・チャートのBillboard 200で21位に達し、『ビルボード』のR&Bアルバム・チャートでは3位を記録した。Bruce Ederはオールミュージックにおいて5点満点中4.5点を付け「ソウル・アーティストが発表した最も偉大なコンサート・アルバムの一つであり、なおかつ時代を超えた伝説的なライブ・アルバムの一つ」と評している。

## 収録曲
特記なき楽曲はカーティス・メイフィールド作。
サイドA
1. マイティ・マイティ – "Mighty Mighty (Spade and Whitey)" – 6:48
2. ラップ – Rap – 0:36
3. アイ・プラン・トゥ・ステイ・ア・ビリーヴァー – "I Plan to Stay a Believer" – 3:16
4. ウィアー・ア・ウィナー – "We're a Winner" – 4:46

サイドB
1. ラップ – Rap – 0:42
2. 愛のプレリュード – "We've Only Just Begun" (Paul Williams, Roger Nichols) – 3:50
3. ピープル・ゲット・レディ – "People Get Ready" – 3:39
4. ラップ – Rap – 0:40
5. ステアー・アンド・ステアー – "Stare and Stare" – 6:09

サイドC
1. チェック・アウト・ユア・マインド – "Check Out Your Mind" – 3:51
2. ジプシー・ウーマン – "Gypsy Woman" – 3:48
3. ザ・メイキングス・オブ・ユー – "The Makings of You" – 3:26
4. ラップ – Rap – 2:01
5. ウィ・ザ・ピープル・フー・アー・ダーカー・ザン・ブルー – "We the People Who Are Darker Than Blue" – 6:46

サイドD
1. イフ・ゼアズ・ア・ヘル・ビロウ・ウィアー・オール・ゴナ・ゴー – "(Don't Worry) If There's a Hell Below, We're All Going to Go" – 9:25
2. ストーン・ジャンキー – "Stone Junkie" – 7:47

## 参加ミュージシャン
- カーティス・メイフィールド - ボーカル、ギター
- クレイグ・マクマレン - ギター
- ジョセフ・"ラッキー"・スコット - ベース
- タイロン・マッカレン - ドラムス
- ヘンリー・ギブソン - コンガ、ボンゴ、タンバ